# Сенусерт II
Сенусерт II — давньоєгипетський фараон з XII династії.

## Життєпис
Був сином Аменемхета II.
Останні три роки правління його батька Сенусерт був його співправителем. Під час спільного правління особливу увагу вони звертали на Нубію. У 6-й рік царювання Сенусерта II царський писар Хнумхотеп писав у своєму звіті на папірусі про стан прикордонних укріплень у південній країні Вават. З напису видно, що азійські племена (аму) отримували дозвіл селитись на землях Єгипту. За це вони сплачували данину до царської скарбниці та чиновникам, які були зобов'язані стежити за порядком у таких поселеннях.
На 1-му році самостійного правління Сенусерт відрядив експедицію під началом «скарбничого бога» Хнумхотепа в Пунт (бл. 1894 до н. е.). Напис у районі гавані Сау розповідає, що та експедиція звела пам'ятник Сенусерту в «Країні бога» (Пунті). На 3-му році Сенусерт відрядив чиновника Хапу до Нубії з метою інспектування фортеці в області Вават.
Правління Сенусерта II було мирним, він продовжив освоєння Фаюмської оази. У зв'язку з тим що майбутні номархи проводили юнацькі роки при дворі, надалі у своїх областях прагнули установити подібні порядки та відтворювали обстановку двору. Це позначилось на підвищенні рівня мистецтва Середнього царства. У Сенусерта II склались гарні, теплі стосунки з провінційною елітою.
Сенусерт проводив великі іригаційні роботи у Фаюмській оазі. Там же Сенусерт наказав збудувати свою піраміду (105 × 105 м). Біля неї було збудовано місто Хотеп-Сенусерт (букв. «Сенусерт задоволений»), що стало однією з царських резиденцій. Місто створювалось за єдиним планом та мало ідеально правильне планування вулиць. Квартал багатіїв у тому місті був відокремлений від кварталу бідняків міцною стіною, а особливо масивними стінами був захищений царський палац, що стояв на пагорбі. Цегляною стіною було обнесено периметром і все місто. Там було виявлено десятки папірусів за найрізноманітнішою тематикою — від рахунків і текстів законів, до гінекологічних та ветеринарних трактатів.

## Поховальний комплекс

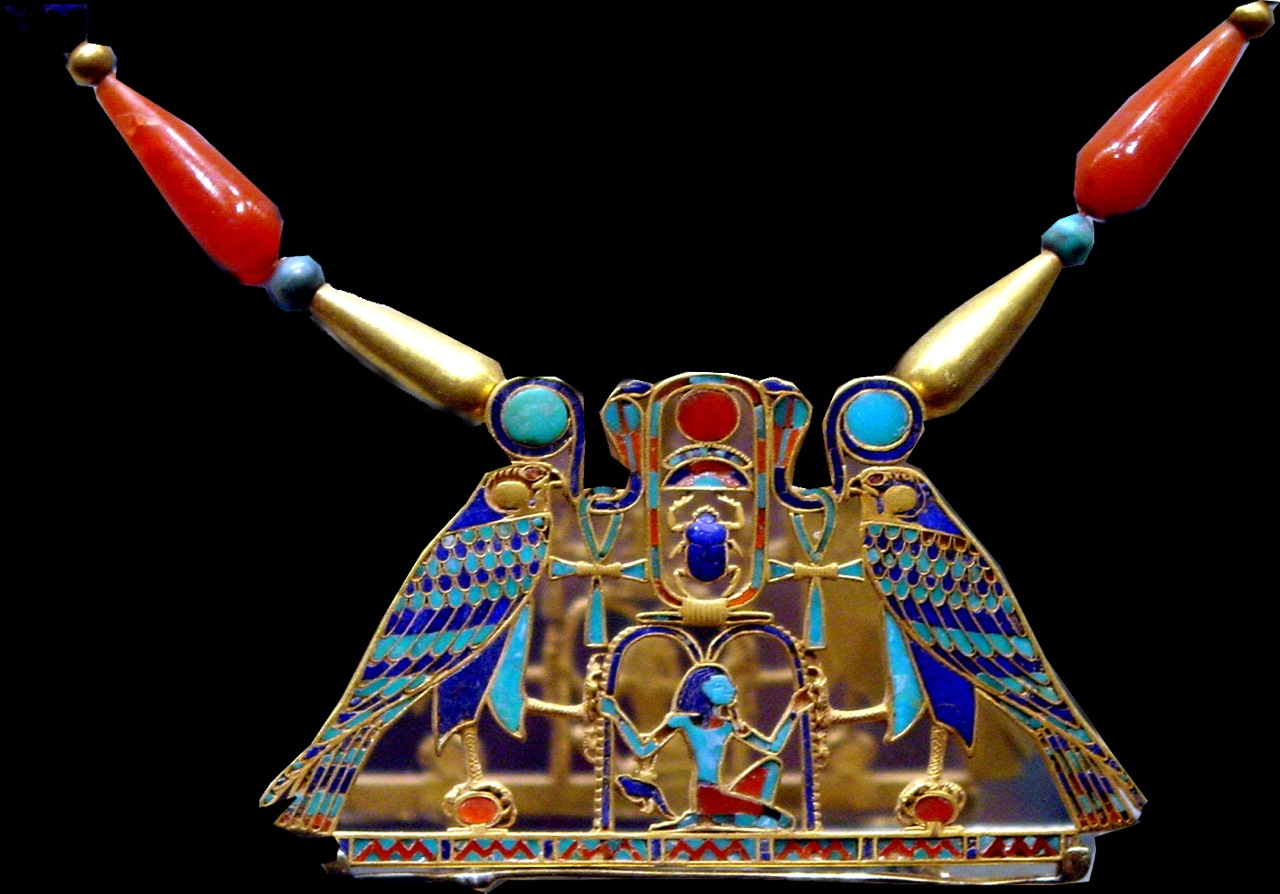
Пектораль Сенусерта II

Піраміда Сенусерта була збудована з необпаленої цегли й нині та піраміда сильно зруйнована та має заввишки 15 метрів. Її було збудовано навколо ядра з природної скелі, яке перекрили решітчастим каркасом з кам'яних блоків. Під час її будівництва виняткова увага приділялась заходам безпеки проти грабіжників. Вхід до неї вперше розмістили не з північної сторони, а з південної, підземні коридори перетворили на лабіринт із колодязями-пастками, поховальну камеру помістили приблизно за 20 метрів убік від центру основи, де вона відповідно до звичаю мала розміщуватись, і на глибині 12 м. Але все це не врятувало гробницю від розграбування, і в ній зберігся лише чудовий саркофаг з червоного граніту, й білий, алебастровий жертовний стіл. На підлозі у поховальній камері у скам'янілому мулі знайшли уреїв з царської діадеми, які впустили грабіжники.
З північної сторони комплексу було відкрито вісім мастаб та руїни малої піраміди цариці. У гробниці на південному боці двору була похована дочка Сенусерта II Сат-Хатхор-Іунет, де було виявлено «Іллахунський скарб» (нині у Метрополітен-Музеї, Нью-Йорк): три ебенові шкатулки, в яких лежали дуже гарні золоті інкрустовані пекторалі, діадема з високим тонким золотим пером, інкрустований розетками обруч для голови, ціла колекція ювелірних виробів і косметика. Всі предмети перебували у стінній ніші.